# Lògica de transistors d'acoblament directe

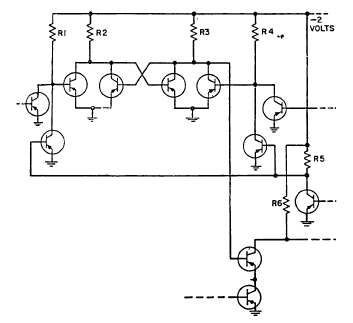
Circuit lògic de transistors d'acoblament directe (DCTL) de l'ordinador Leprechaun

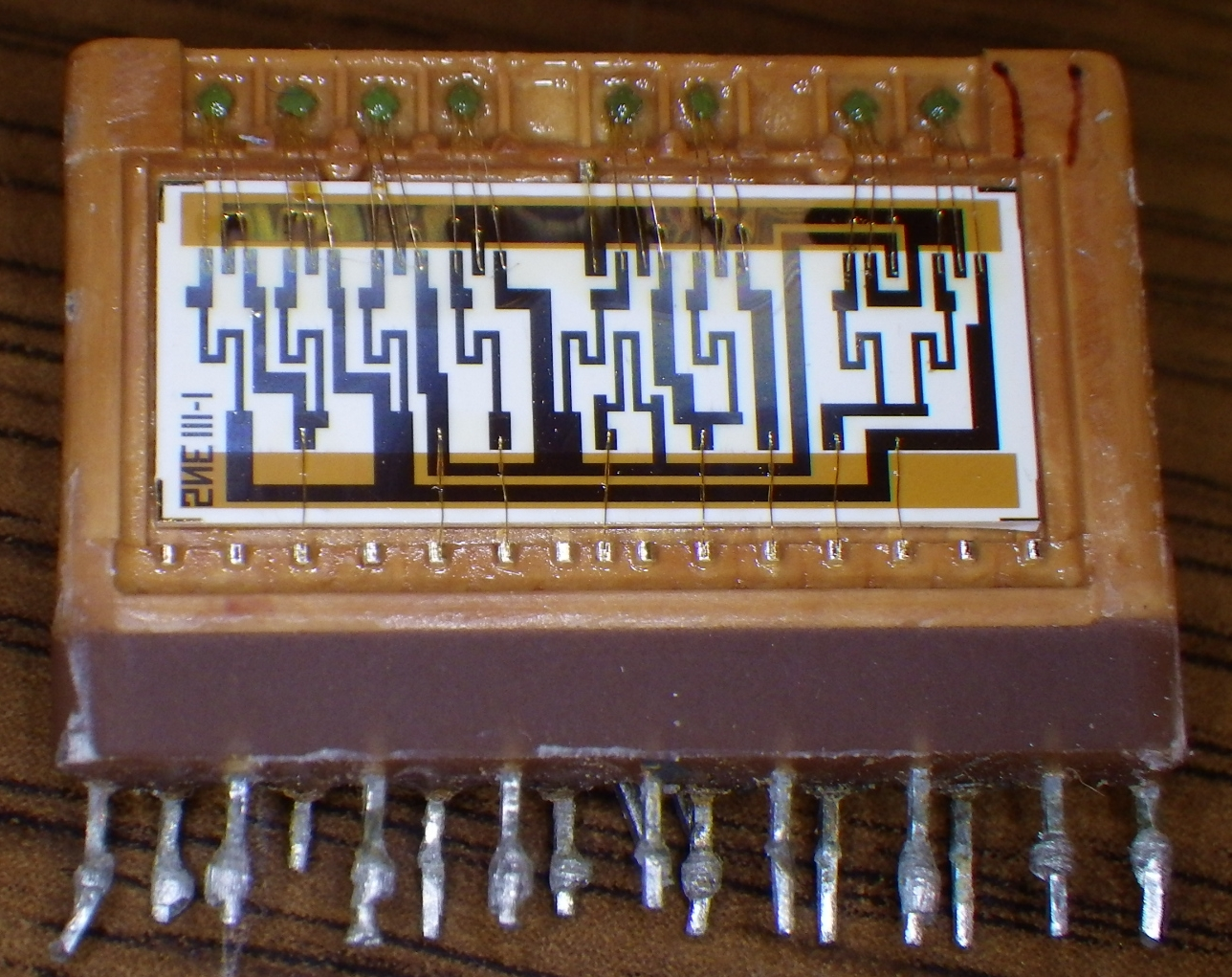
Circuits híbrids RTL i DCTL de la sèrie 211.

La lògica de transistors d'acoblament directe (DCTL) és similar a la lògica de resistència-transistor (RTL), però les bases del transistor d'entrada estan connectades directament a les sortides del col·lector sense cap resistència base. En conseqüència, les portes DCTL tenen menys components, són més econòmiques i són més senzilles de fabricar en circuits integrats que les portes RTL. Malauradament, DCTL té nivells de senyal molt més petits, té més susceptibilitat al soroll de terra i requereix característiques de transistors coincidents. Els transistors també estan molt sobrealimentats; aquesta és una bona característica, ja que redueix la tensió de saturació dels transistors de sortida, però també alenteix el circuit a causa d'una elevada càrrega emmagatzemada a la base. La sortida de la porta està limitada a causa de l'"acumulació de corrent": si les tensions de l'emissor base del transistor (VBE ) no coincideixen bé, la unió base-emissor d'un transistor pot conduir la major part del corrent d'entrada a un nivell tan baix. tensió base-emissor que altres transistors d'entrada no aconsegueixen activar.
DCTL és a prop de la família lògica digital més senzilla possible, utilitzant gairebé el menor nombre possible de components per element lògic.
Una família lògica similar, la lògica transistor-transistor acoblada directa, és més ràpida que ECL.
John T. Wallmark i Sanford M. Marcus van descriure la lògica de transistors d'acoblament directe utilitzant JFET. Es va anomenar lògica de transistors unipolars d'acoblament directe (DCUTL). Van publicar una varietat de funcions lògiques complexes implementades com a circuits integrats mitjançant JFET, inclosos circuits de memòria complementaris.